# 3850 Peltier
3850 Peltier је астероид главног астероидног појаса са средњом удаљеношћу од Сунца која износи 2,234 астрономских јединица (АЈ).
Апсолутна магнитуда астероида је 13,9.